# Метод проб и ошибок
Ме́тод проб и оши́бок (ме́тод перебо́ра вариа́нтов, ме́тод подбо́ра, в просторечии — ме́тод (нау́чного) ты́ка) — врождённый эмпирический метод мышления человека.
В 1898 году описан Торндайком как форма научения, основанная на закреплении случайно совершённых двигательных и мыслительных актов, за счёт которых была решена значимая для животного задача. В следующих пробах время, которое затрачено животным на решение аналогичных задач в аналогичных условиях, постепенно, хотя и не линейно, уменьшается до тех пор, пока не приобретает форму мгновенного решения. Последующий анализ метода проб и ошибок показал, что он не является полностью хаотическим и нецелесообразным, а интегрирует в себе прошлый опыт и новые условия для решения задачи.

## Достоинства и недостатки
Если рассматривать абсолютно случайный перебор вариантов, то можно сделать следующие выводы:
Достоинства метода:
1. Этому методу не надо учиться.
2. Методическая простота решения.
3. Удовлетворительно решаются простые задачи (не более 10 проб и ошибок).

Недостатки метода:
1. Плохо решаются задачи средней сложности (более 20—30 проб и ошибок) и практически не решаются сложные задачи (более 1000 проб и ошибок).
2. Нет приёмов решения.
3. Нет алгоритма мышления, процесс мышления не контролируется. Идёт почти хаотичный перебор вариантов.
4. Неизвестно, когда будет решение и будет ли вообще.
5. Отсутствуют критерии оценки силы решения, поэтому неясно, когда прекращать думать. А вдруг в следующее мгновение придёт гениальное решение?
6. Требуются большие затраты времени и волевых усилий при решении трудных задач.
7. Иногда ошибаться нельзя или этот метод не подходит (человек не будет резать на бомбе провода наугад).

Считают, что для метода проб и ошибок выполняют правило «первое пришедшее в голову решение — слабое». Объясняют этот феномен тем, что человек старается поскорее освободиться от неприятной неопределённости и делает то, что пришло в голову первым.

## ТРИЗ
МПиО — аббревиатура, обозначающая метод проб и ошибок. Часто встречается в текстах, так или иначе связанных с теорией решения изобретательских задач. В ТРИЗ метод проб и ошибок рассматривается как эталон неэффективности. Для оценки какого-либо другого эвристического метода его сравнивают с МПиО. Так как МПиО — это метод перебора вариантов, то можно количественно определить число вариантов при использовании МПиО и сравнить с ним какой-либо другой эвристический метод. Такое математическое исследование предполагает, что количество необходимых вариантов обратно пропорционально эффективности метода и прямо пропорционально времени нахождения решения при его использовании. Однако точные количественные и статистические исследования проводят редко. В ТРИЗ ограничиваются приблизительной количественной оценкой эффективности по уровням изобретательских задач (Ю. П. Саламатов).
Как точные, так и приблизительные количественные сравнения с МПиО возможны при допущении полной случайности перебора вариантов при использовании МПиО. В рамках ТРИЗ такая точка зрения служит обоснованием неэффективности МПиО. Однако с другой стороны выбор вариантов не может быть полностью произвольным. Он ограничен предыдущим опытом, инерцией мышления, стереотипами и гештальтами. На этом ставится акцент в рамках другой теории — метасистематике. В рамках метасистематики основным недостатком МПиО считают фактическую неслучайность перебора вариантов.